# Leonti Magnitski
Leonti Magnitski (rus: Леонтий Филиппович Магницкий)  (Ostashkov, 9 de juny de 1669 (Julià) - Moscou, 19 d'octubre de 1739 (Julià)) va ser un matemàtic rus conegut pel seu llibre de text d'aritmètica.

## Vida
No es coneix del cert com va rebre la seva educació Magnitski que procedia d'una família pobre de camperols de la província de Tver, probablement en algun dels monestirs de l'entorn de Tver (Monestir Iosif Volokolamski i Monestir Nilo-Stolobenskaya) o de Moscou (Monestir Simonov) i a l'Acadèmia Eslava Greco-Llatina de Moscou.
El 1701, Pere I de Rússia funda l'Escola de Matemàtiques i Navegació de Moscou i nomena professor Magnitski, que coneixia idiomes europeus, per a treballar amb els matemàtics britànics que el tsar Pere havia contractat, com l'escocès Henry Farquharson.
El 1715, quan es funda l'Acadèmia Naval de Sant Petersburg, Magnitski roman a Moscou com a director de l'Escola fins a la seva mort.

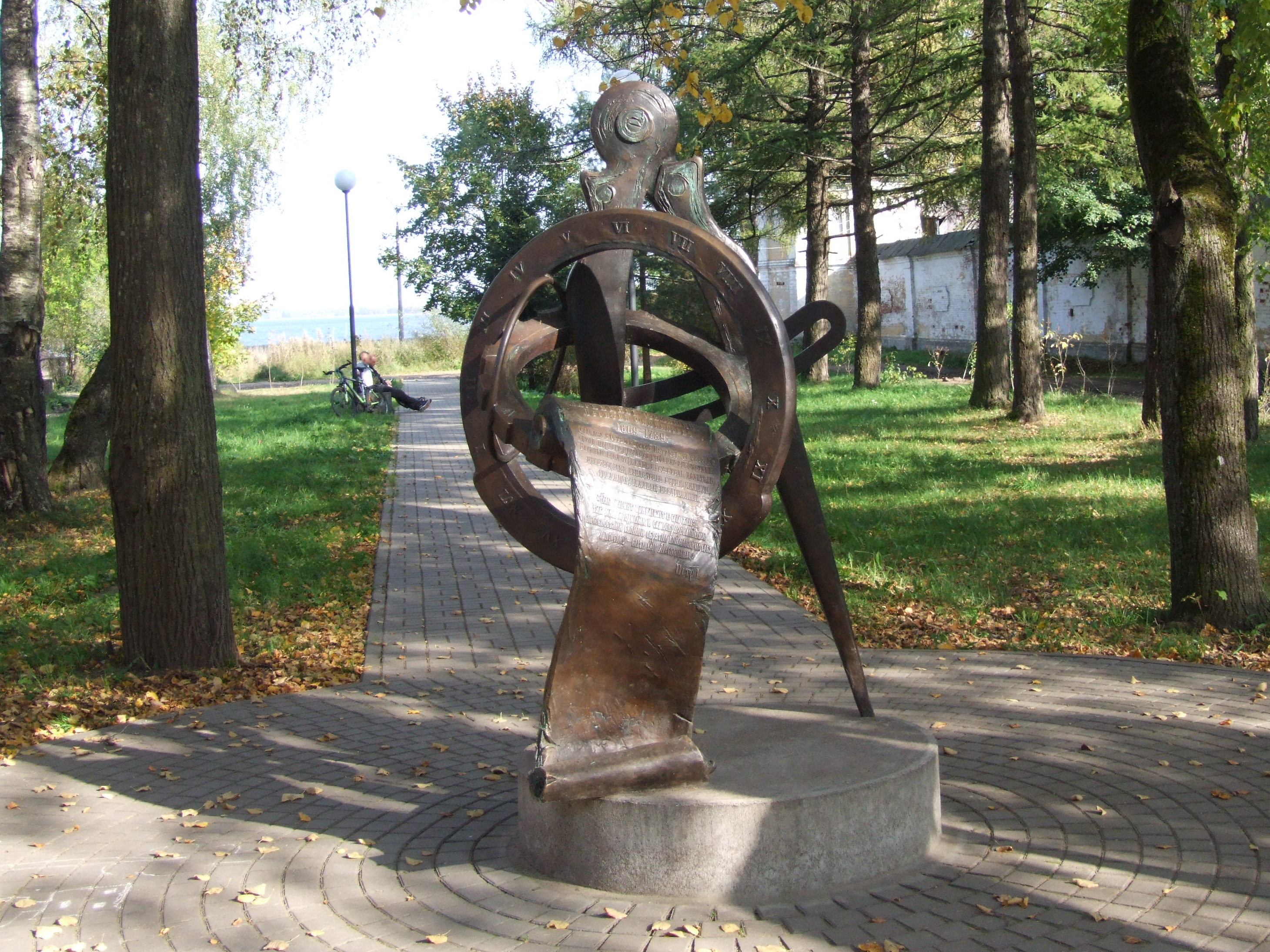
Monument commemoratiu a la seva vila natal d'Ostashkov.

## Obra
Magnitski és conegut pel seu llibre Aritmètica (1703), que es va convertir en el llibre de text estàndard per a tota Rússia en els següents cinquanta anys. El llibre era una compilació d'antics llibres russos i texts occidentals, que presentava una exposició completa de l'aritmètica elemental.
Magnitski també va col·laborar en l'edició en rus de les taules de logaritmes de Vlacq (1628) publicades el 1705 i en unes Taules de Navegació, publicades el 1722.